# Station Velm
Station Velm is een voormalig spoorwegstation langs spoorlijn 21 (Landen-Hasselt) in Velm, een deelgemeente van de stad Sint-Truiden. Het was een kruisingsstation op de enkelsporige lijn. In 1957 werd het station gesloten en n.a.v. de elektrificatie van de spoorlijn werd het kruisingsspoor opgebroken. Het stationsgebouw bestaat nog en is in gebruik als privéwoning.
0,0: Landen ·
2,2: Attenhoven ·
5,4: Velm ·
7,9: Halmaal ·
10,7: Sint-Truiden ·
13,1: Bornedries ·
15,5: Senselberg ·
17,3: Kortenbos ·
20,6: Hendrikstraat ·
22,3: Alken ·
23,9: Sint-Lambrechts-Herk ·
28,6: Hasselt